# Бургау (Баварія)
Бургау (нім. Burgau) — місто в Німеччині, знаходиться в землі Баварія. Підпорядковується адміністративному округу Швабія. Входить до складу району Гюнцбург.
Площа — 25,92 км2. Населення становить 10 159 ос. (станом на 31 грудня 2020).